# Arcidiocesi di Calcutta

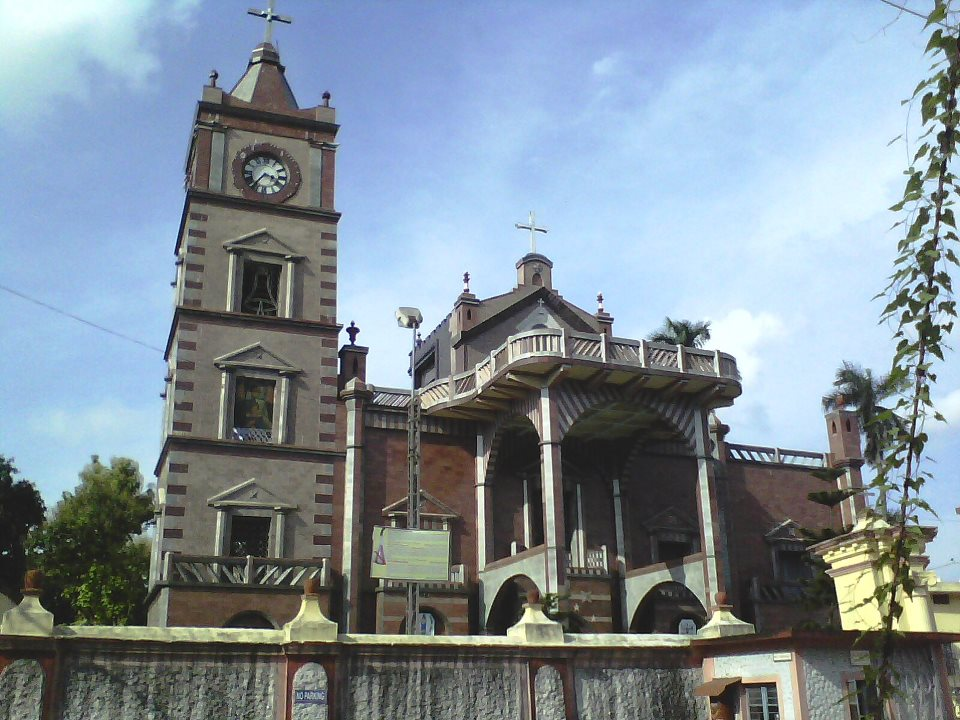
La basilica minore e santuario di Nostra Signora del Rosario di Bandel.

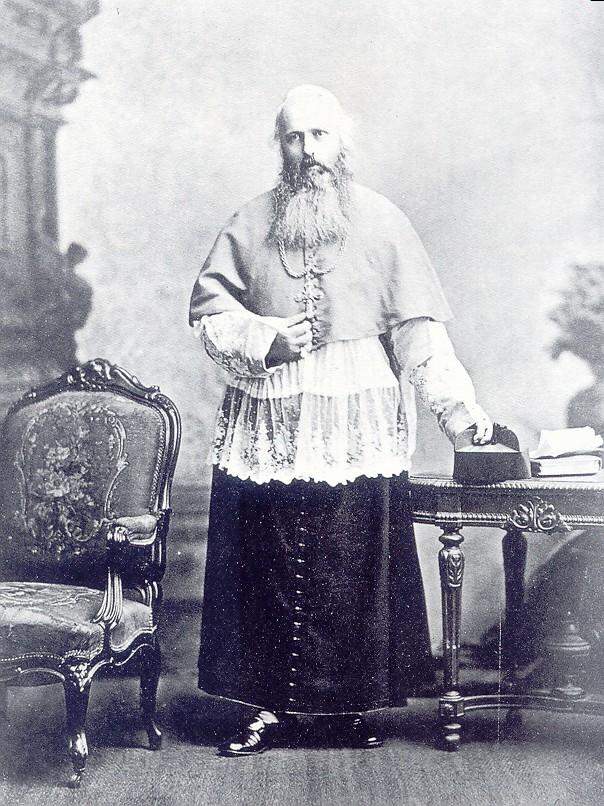
Il primo arcivescovo di Calcutta, il gesuita Paul Goethals.

L'arcidiocesi di Calcutta (in latino Archidioecesis Calcuttensis) è una sede metropolitana della Chiesa cattolica in India. Nel 2023 contava 177.354 battezzati su 49.010.000 abitanti. È retta dall'arcivescovo Thomas D'Souza.

## Territorio
L'arcidiocesi comprende i distretti di Calcutta, Howrah, Hoogly, Midnapore Est, Midnapore Ovest, 24 Pargana Nord (in parte) e Bankura (la parte meridionale) nel Bengala Occidentale in India.
Sede arcivescovile è la città di Calcutta, dove si trova la cattedrale di Nostra Signora del Rosario. A Bandel, nel distretto di Hooghly, sorge la basilica minore e santuario di Nostra Signora del Rosario.
Il territorio si estende su 29.858 km² ed è suddiviso in 55 parrocchie.

### Provincia ecclesiastica
La provincia ecclesiastica di Calcutta, istituita nel 1886, comprende le seguenti suffraganee nello stato indiano del Bengala Occidentale:
- la diocesi di Krishnagar, eretta come missione sui iuris nel 1855, diventata poi prefettura apostolica nel 1870 e diocesi nel 1886;
- la diocesi di Darjeeling, eretta come missione sui iuris nel 1929, diventata poi prefettura apostolica nel 1929 e diocesi nel 1931;
- la diocesi di Jalpaiguri, eretta nel 1952;
- la diocesi di Baruipur, eretta nel 1977;
- la diocesi di Raiganj, eretta nel 1978;
- la diocesi di Asansol, eretta nel 1997;
- la diocesi di Bagdogra, eretta nel 1997.

## Storia
Il vicariato apostolico di Calcutta fu eretto il 18 aprile 1834 con il breve Latissimi Terrarum di papa Gregorio XVI, ricavandone il territorio dalla diocesi di São Tomé de Meliapore (oggi arcidiocesi di Madras e Mylapore).
Il 17 febbraio 1845 il vicariato apostolico fu suddiviso e la porzione orientale fu affidata ad un vicario residente a Chittagong, che era sottoposto al vicario apostolico del Bengala.
Il 15 febbraio 1850, in forza del breve Exponendum Nobis di papa Pio IX, il vicariato si divise definitivamente, dando origine al vicariato apostolico del Bengala occidentale e al vicariato apostolico del Bengala orientale (oggi arcidiocesi di Dacca). Contestualmente, la regione dell'Assam, che dipendeva dal vicariato apostolico bengalese, fu separato ed annesso al vicariato apostolico del Tibet (oggi diocesi di Kangding).
Nel 1855 la parte orientale del vicariato apostolico del Bengala occidentale fu costituita in missione, dipendente dai vicari di Calcutta. Il 19 luglio 1870 la missione divenne una prefettura apostolica indipendente in forza del breve Ex debito Pastoralis di papa Pio IX, con il nome di prefettura apostolica del Bengala centrale (oggi diocesi di Krishnagar).
Il 1º settembre 1886 per effetto della bolla Humanae salutis di papa Leone XIII il vicariato apostolico del Bengala occidentale è stato elevato al rango di arcidiocesi metropolitana e ha assunto il nome attuale. Il 7 giugno dell'anno successivo, con il breve Post initam, fu istituita la provincia ecclesiastica di Calcutta, che comprendeva come suffraganee le diocesi di Dacca e di Krishnagar. Contestualmente l'arcidiocesi si ampliò con territori già appartenuti alla diocesi di Allahabad, tra cui la regione del Sikkim.
Il 3 luglio 1929 passarono sotto la giurisdizione degli arcivescovi di Calcutta tre parrocchie che fino ad allora dipendevano dai vescovi di São Tomé di Meliapore in virtù dei diritti del padroado portoghese.
L'8 febbraio 1951 l'ex possedimento francese di Chandernagor, che dipendeva dal punto di vista ecclesiastico dagli arcivescovi di Pondicherry, fu inglobato nell'arcidiocesi di Calcutta.
Nel corso del Novecento, ha ceduto a più riprese altre porzioni del suo territorio a vantaggio dell'erezione di nuove circoscrizioni ecclesiastiche e precisamente:
- la diocesi di Ranchi (oggi arcidiocesi) il 25 maggio 1927;
- la missione sui iuris del Sikkim (oggi diocesi di Darjeeling) il 15 febbraio 1929; l'8 agosto 1962 ha ceduto altre porzioni di territorio a questa circoscrizione ecclesiastica;
- la diocesi di Sambalpur il 14 giugno 1951;
- la diocesi di Jessore (oggi diocesi di Khulna) il 3 gennaio 1952;
- la prefettura apostolica di Malda (oggi diocesi di Dumka) il 17 gennaio 1952; l'8 agosto 1962 ha ceduto altre porzioni di territorio a questa circoscrizione ecclesiastica;
- la diocesi di Jamshedpur il 2 luglio 1962;
- la prefettura apostolica di Balasore (oggi diocesi) l'8 giugno 1968;
- la diocesi di Baruipur il 30 maggio 1977;
- la diocesi di Asansol il 24 ottobre 1997.

## Cronotassi dei vescovi
Si omettono i periodi di sede vacante non superiori ai 2 anni o non storicamente accertati.
- Robert Saint-Léger, S.I. † (18 aprile 1834 - 1838)

- Jean-Louis Taberd, M.E.P. † (1838 - 31 luglio 1840 deceduto)
- Patrick Joseph Carew, S.I. † (30 novembre 1840 - 2 novembre 1855 deceduto)
- Thomas Olliffe † (2 novembre 1855 succeduto - 13 maggio 1859 deceduto)
  - Sede vacante (1859-1864)
- Auguste Van Heule, S.I. † (9 settembre 1864 - 9 giugno 1865 deceduto)
- Walter Herman Jacobus Steins, S.I. † (11 gennaio 1867 - 3 dicembre 1877 dimesso)
- Paul Goethals, S.I. † (3 dicembre 1877 - 4 luglio 1901 deceduto)
- Brizio Meuleman, S.I. † (21 marzo 1902 - 23 giugno 1924 deceduto)
- Ferdinand Périer, S.I. † (23 giugno 1924 succeduto - 12 agosto 1960 dimesso[4])
- Vivian Anthony Dyer † (12 agosto 1960 succeduto - 8 febbraio 1962 deceduto)
- Albert Vincent D'Souza † (8 agosto 1962 - 29 maggio 1969 dimesso[5])
- Lawrence Trevor Picachy, S.I. † (29 maggio 1969 - 5 aprile 1986 dimesso)
- Henry Sebastian D'Souza † (5 aprile 1986 succeduto - 2 aprile 2002 ritirato)
- Lucas Sirkar, S.D.B. † (2 aprile 2002 succeduto - 23 febbraio 2012 ritirato)
- Thomas D'Souza, succeduto il 23 febbraio 2012

## Statistiche
L'arcidiocesi nel 2023 su una popolazione di 49.010.000 persone contava 177.354 battezzati, corrispondenti allo 0,4% del totale.
| anno | popolazione | popolazione | popolazione | presbiteri | presbiteri | presbiteri | presbiteri                | diaconi | religiosi | religiosi | parrocchie |
| anno | battezzati  | totale      | %           | numero     | secolari   | regolari   | battezzati per presbitero | diaconi | uomini    | donne     | parrocchie |
| ---- | ----------- | ----------- | ----------- | ---------- | ---------- | ---------- | ------------------------- | ------- | --------- | --------- | ---------- |
| 1950 | 82.053      | 29.159.168  | 0,3         | 191        | 20         | 171        | 429                       |         | 144       | 259       | 40         |
| 1959 | 106.203     | 30.300.258  | 0,4         | 210        | 24         | 186        | 505                       |         | 270       | 528       | 54         |
| 1970 | 82.603      | 27.276.722  | 0,3         | 184        | 34         | 150        | 448                       |         | 243       | 538       | 33         |
| 1980 | 85.900      | 30.240.000  | 0,3         | 160        | 62         | 98         | 536                       |         | 198       | 636       | 32         |
| 1990 | 107.687     | 35.441.000  | 0,3         | 194        | 68         | 126        | 555                       |         | 302       | 762       | 52         |
| 1999 | 133.740     | 24.813.952  | 0,5         | 220        | 88         | 132        | 607                       |         | 363       | 857       | 31         |
| 2000 | 135.543     | 25.114.983  | 0,5         | 204        | 65         | 139        | 664                       |         | 397       | 828       | 32         |
| 2001 | 136.804     | 25.124.983  | 0,5         | 197        | 65         | 132        | 694                       |         | 349       | 950       | 34         |
| 2002 | 138.535     | 23.150.108  | 0,6         | 207        | 66         | 141        | 669                       |         | 305       | 922       | 34         |
| 2003 | 139.920     | 27.665.118  | 0,5         | 206        | 65         | 141        | 679                       | 3       | 316       | 905       | 34         |
| 2004 | 141.726     | 29.048.374  | 0,5         | 207        | 70         | 137        | 684                       |         | 313       | 880       | 37         |
| 2006 | 145.246     | 31.152.686  | 0,5         | 211        | 70         | 141        | 688                       |         | 328       | 1.141     | 38         |
| 2013 | 160.165     | 39.553.435  | 0,4         | 239        | 72         | 167        | 670                       |         | 285       | 1.158     | 42         |
| 2016 | 168.564     | 41.543.265  | 0,4         | 247        | 83         | 164        | 682                       |         | 195       | 735       | 45         |
| 2019 | 173.426     | 44.013.000  | 0,4         | 264        | 89         | 175        | 656                       |         | 241       | 810       | 46         |
| 2021 | 175.231     | 47.618.000  | 0,4         | 274        | 92         | 182        | 639                       |         | 336       | 1.083     | 55         |
| 2023 | 177.354     | 49.010.000  | 0,4         | 274        | 87         | 187        | 647                       |         | 283       | 1.133     | 55         |